# Claude Gillot
Claude Gillot (Langres, 1673-1722) foi um pintor francês, mais conhecido como o mestre de Watteau e Lancret.
Suas lendárias peças de paisagens alegres, com títulos como Festa de Pan e Festa de Baco, abriram-lhe as portas da Academia de Pintura em Paris em 1715. Ele adaptou sua arte aos gostos atuais daquela época, e introduziu as decorativas fêtes champêtres (festas campestres), em que ele foi mais tarde superado por seus alunos. Ele também esteve estreitamente relacionado com a ópera e o teatro como desenhista de cenários e roupas.

Este artigo incorpora texto  (em inglês) da Encyclopædia Britannica (11.ª edição), publicação em domínio público.